# Bo Horvat
Bowie „Bo“ William Horvat (* 5. April 1995 in Rodney, Ontario) ist ein kanadischer Eishockeyspieler, der seit Januar 2023 bei den New York Islanders in der National Hockey League unter Vertrag steht. Der Center verbrachte zuvor knapp zehn Jahre bei den Vancouver Canucks, die ihn an neunter Position im NHL Entry Draft 2013 ausgewählt hatten. Das Team führte er zudem von Oktober 2019 bis zu seinem Weggang als Mannschaftskapitän an.

## Karriere

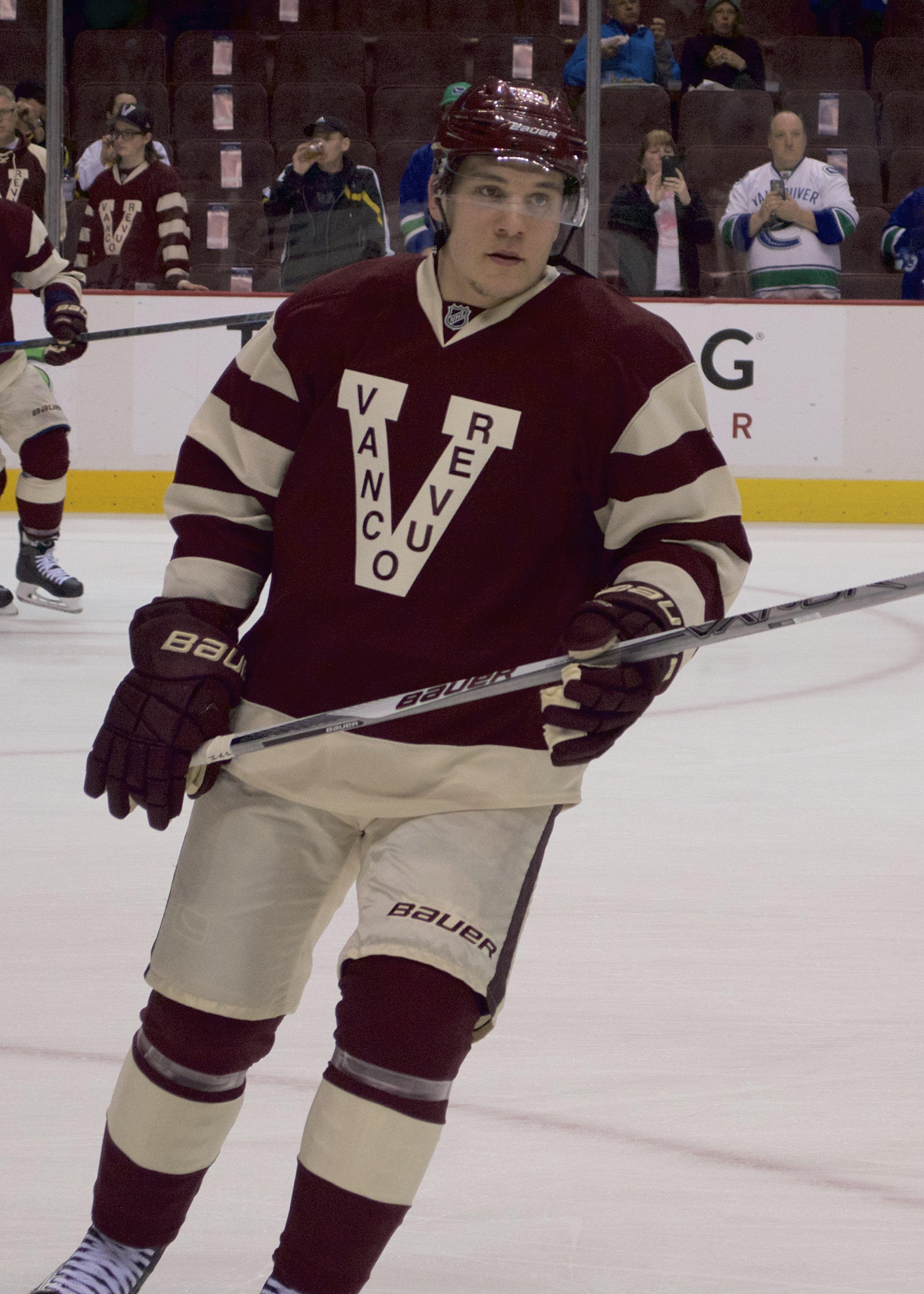
Horvat in einem historisch inspirierten Trikot der Canucks (2015)

Horvat spielte in seiner Jugend für die Elgin-Middlesex Chiefs. Mit 125 Punkten war er dort in der Saison 2010/11 bester Scorer, ehe er beim OHL Priority Draft an neunter Stelle von den London Knights ausgewählt wurde.
Seit 2011 ist er für die Knights in der Ontario Hockey League aktiv, mit denen er 2012 und 2013 die OHL-Meisterschaft gewann. Während der Saison 2012/13 nahm er am CHL Top Prospects Game teil. Horvat war mit 16 Toren bester Torschütze der OHL-Play-offs 2013 und wurde mit dem Wayne Gretzky 99 Award als wertvollster Spieler der Play-offs ausgezeichnet.
Beim NHL Entry Draft 2013 wurde Horvat in der ersten Runde an neunter Stelle von den Vancouver Canucks ausgewählt. Nachdem er im August 2013 einen Einstiegsvertrag unterschrieben hatte, wechselte er mit Beginn der Saison 2014/15 in die Organisation der Vancouver Canucks. Nach nur wenigen Spielen bei den Utica Comets, dem Farmteam der Canucks aus der American Hockey League (AHL), wurde er in den Kader der Canucks berufen und gab am 4. November 2014 sein Debüt in der NHL. Am 20. November 2014 folgte beim Sieg der Vancouver Canucks gegen die Anaheim Ducks sein erstes Tor in der NHL.
In der Saison 2016/17 erzielte der Center 52 Scorerpunkte in 81 Spielen und führte sein Team mit dieser Statistik an; zugleich wurde zum ersten Mal seit 2006 ein anderer Spieler als Daniel oder Henrik Sedin bester Scorer der Canucks. Anschließend unterzeichnete Horvat im September 2017 einen neuen Vertrag in Vancouver, der ihm in den nächsten sechs Spielzeiten ein durchschnittliches Jahresgehalt von 5,5 Millionen US-Dollar einbringen soll.
Im Oktober 2019 wurde Horvat als 14. Mannschaftskapitän in der Geschichte der Canucks vorgestellt. Er trat dabei die Nachfolge von Henrik Sedin an, der seine Karriere (gemeinsam mit seinem Bruder) im Vorjahr beendet hatte.
Nach knapp zehn Jahren und über 600 Partien in der Organisation der Canucks wurde Horvat im Januar 2023 an die New York Islanders abgegeben. Im Gegenzug erhielten die Canucks Anthony Beauvillier, Aatu Räty sowie ein Erstrunden-Wahlrecht im NHL Entry Draft 2023. Das Wahlrecht war Top-12-geschützt, hätte sich also um ein Jahr nach hinten verschoben, falls es sich unter den ersten zwölf Positionen befindet, was jedoch nicht geschah. Darüber hinaus übernahm Vancouver weiterhin ein Viertel von Horvats Gehalt. Wenige Tage später unterzeichnete der Kanadier einen neuen Achtjahresvertrag in New York, der ihm mit Beginn der Saison 2023/24 ein durchschnittliches Jahresgehalt von 8,5 Millionen US-Dollar einbringen soll.

### International
Seine ersten Einsätze auf internationaler Ebene hatte Horvat bei der World U-17 Hockey Challenge 2012 in Windsor, bei der er als Kapitän vom Team Canada Ontario die Bronzemedaille gewann. Beim Ivan Hlinka Memorial Tournament 2012 gewann er mit der kanadischen U-18-Auswahl die Goldmedaille.
Sein Debüt für die A-Nationalmannschaft gab Horvat im Rahmen der Weltmeisterschaft 2018 und belegte dort mit dem Team den vierten Platz. Anschließend gehörte er bei der Weltmeisterschaft 2025 erneut zum kanadischen Aufgebot.

## Erfolge und Auszeichnungen
| - 2012 J.-Ross-Robertson-Cup-Gewinn mit den London Knights - 2013 J.-Ross-Robertson-Cup-Gewinn mit den London Knights - 2013 Wayne Gretzky 99 Award - 2013 George Parsons Trophy | - 2013 Teilnahme am CHL Top Prospects Game - 2017 Teilnahme am NHL All-Star Game - 2023 Teilnahme am NHL All-Star Game |

### International
- 2012 Bronzemedaille bei der World U-17 Hockey Challenge
- 2012 Goldmedaille beim Ivan Hlinka Memorial Tournament

## Karrierestatistik
Stand: Ende der Saison 2024/25

### International
Vertrat Kanada bei:
| - World U-17 Hockey Challenge 2012 - Ivan Hlinka Memorial Tournament 2012 - U20-Junioren-Weltmeisterschaft 2014 | - Weltmeisterschaft 2018 - Weltmeisterschaft 2025 |

(Legende zur Spielerstatistik: Sp oder GP = absolvierte Spiele; T oder G = erzielte Tore; V oder A = erzielte Assists; Pkt oder Pts = erzielte Scorerpunkte; SM oder PIM = erhaltene Strafminuten; +/− = Plus/Minus-Bilanz; PP = erzielte Überzahltore; SH = erzielte Unterzahltore; GW = erzielte Siegtore; 1 Play-downs/Relegation; Kursiv: Statistik nicht vollständig)